# ديفيد سيمبسون
ديفيد سيمبسون (20 يوليو 1983 - )  (بالإنجليزية: David Simpson)‏ هو لاعب كريكت بريطاني.